# Mimusops aedificatoria
Mimusops aedificatoria är en tvåhjärtbladig växtart som beskrevs av Gottfried Wilhelm Johannes Mildbraed. Mimusops aedificatoria ingår i släktet Mimusops och familjen Sapotaceae. Inga underarter finns listade i Catalogue of Life.